# Медея Марінеску
Медея Марінеску (рум. Medeea Marinescu, нар. 27 травня 1974 року, Бухарест, Румунія) — румунська актриса.

## Біографія
Марінеску вперше знялася в кіно у віці трьох років у фільм «Зимові нирки» режисера Мірчі Молдована. У віці шести років зіграла роль Мирабелы у фільмі режисера Іона Попеску-Гопо «Марія, Мирабела» (1981).
У 1996 році Марінеску закінчила Академію театру і кіно, клас професора Флоріна Замфиреску. Грала в Національному театрі «Йон Лука Караджале» в Бухаресті. Крім роботи в театрі Марінеску знімалася в кіно, в телесеріалах і реклами. В середині 1990-х вона знялася у двох франкомовних телефільмах. У 2006 році Марінеску виконала головну роль у французькому фільмі Ізабель Мерго «Ви так прекрасні», в 2010 році знову знялася у Мерго у фільмі «Послуга за послугу».
7 лютого 2004 року президент Румунії Іон Ілієску нагородив Медею Марінеску орденом «За заслуги в області культури».

## Вибрана фільмографія
- 1977 — Зимові нирки — Iarna bobocilor
- 1981 — Марія, Мирабела — Maria Mirabela
- 1992 — Пані Христина — Domnișoara Christina
- 2006 — Ви так прекрасні — Je vous trouve très beau
- 2009 — Вихідні з мамою — Weekend cu mama
- 2010 — Послуга за послугу — Donnant, donnant